# Göran Persson
Göran Persson   (Vingåker, 20 de gener de 1949) és un polític suec que fou primer ministre entre 1996 i 2006, i líder del Partit Socialdemòcrata de Suècia del 1996 al 2007. També havia estat al càrrec del Ministeri de Finances els anys 1994 a 1996. Derrotat a les eleccions, va dimitir del seu càrrec al capdavant del partit i el març del 2007 fou succeït per Mona Sahlin. Des d'aleshores, treballa a l'empresa privada.